# Valtice
Valtice (in tedesco Feldsberg) è una città della Repubblica Ceca facente parte del distretto di Břeclav, in Moravia Meridionale.

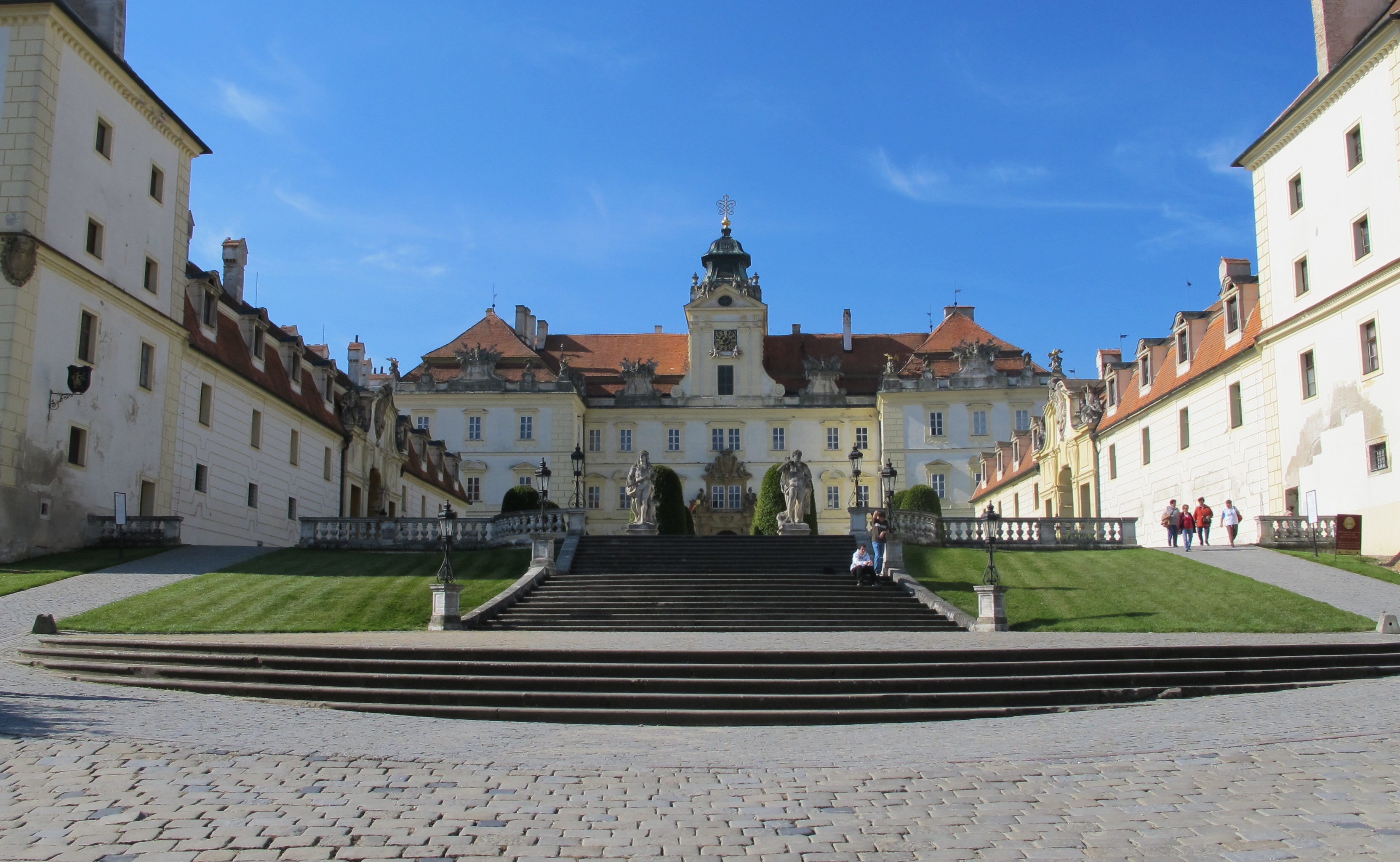
Il castello di Valtice

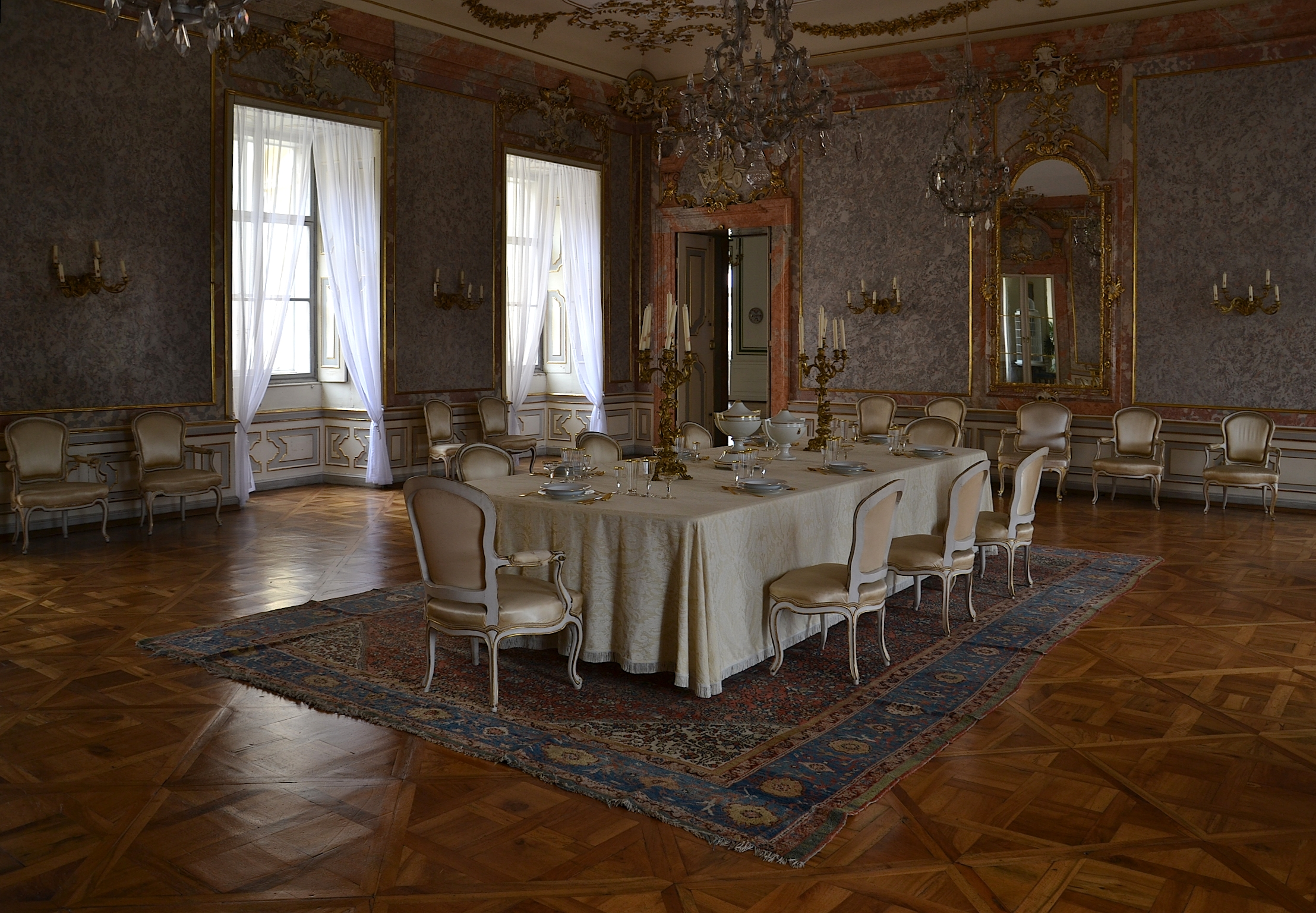
Sala da pranzo

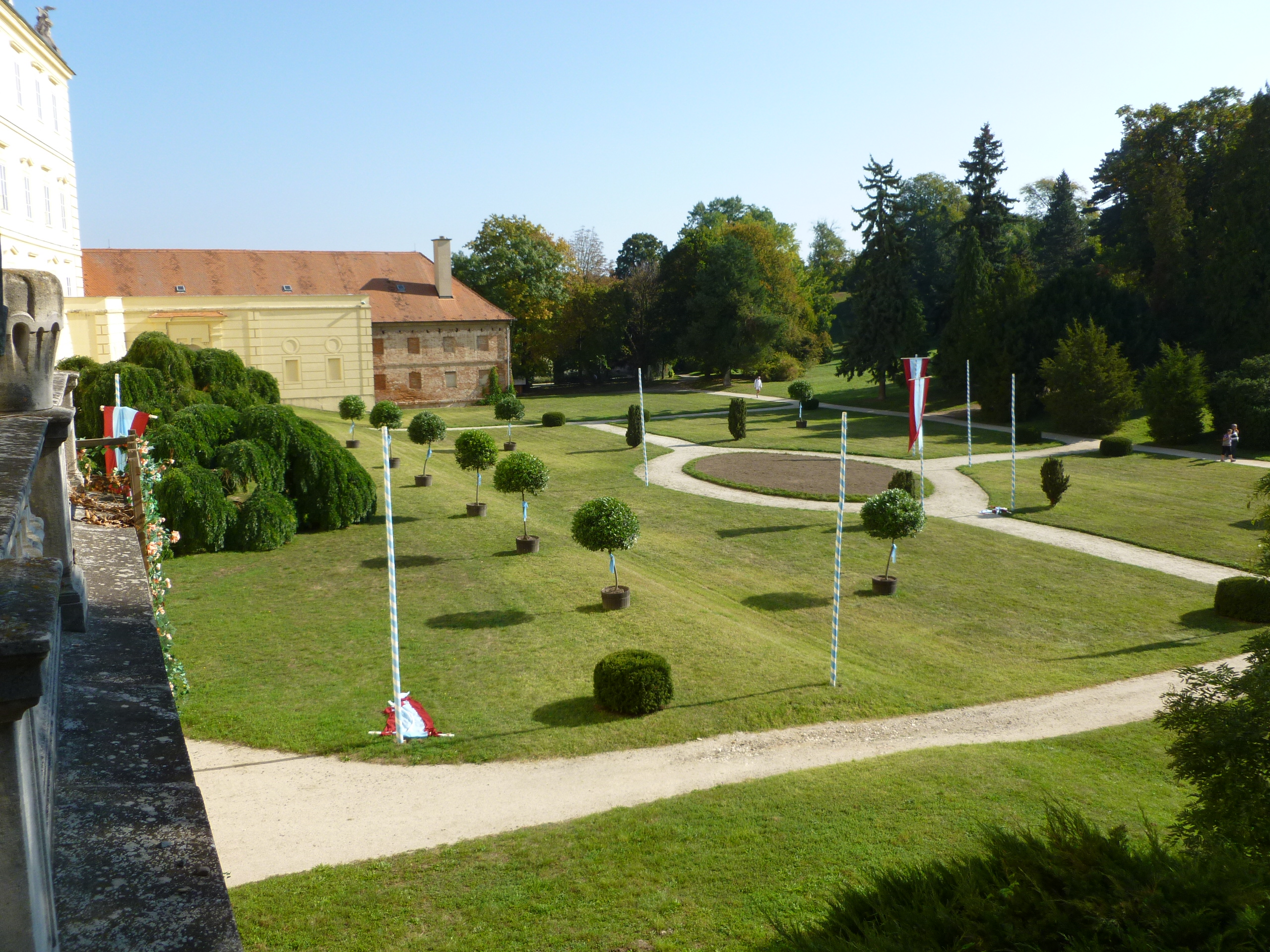
Veduta del parco

## Il castello
Si tratta di un ampio complesso barocca dei Liechtenstein, costruito su disegno di importanti architetti quali Giovanni Giacomo Tencalla, Domenico Martinelli, Johann Bernhard Fischer von Erlach e Anton Ospel.